# 格林納達駐外機構列表

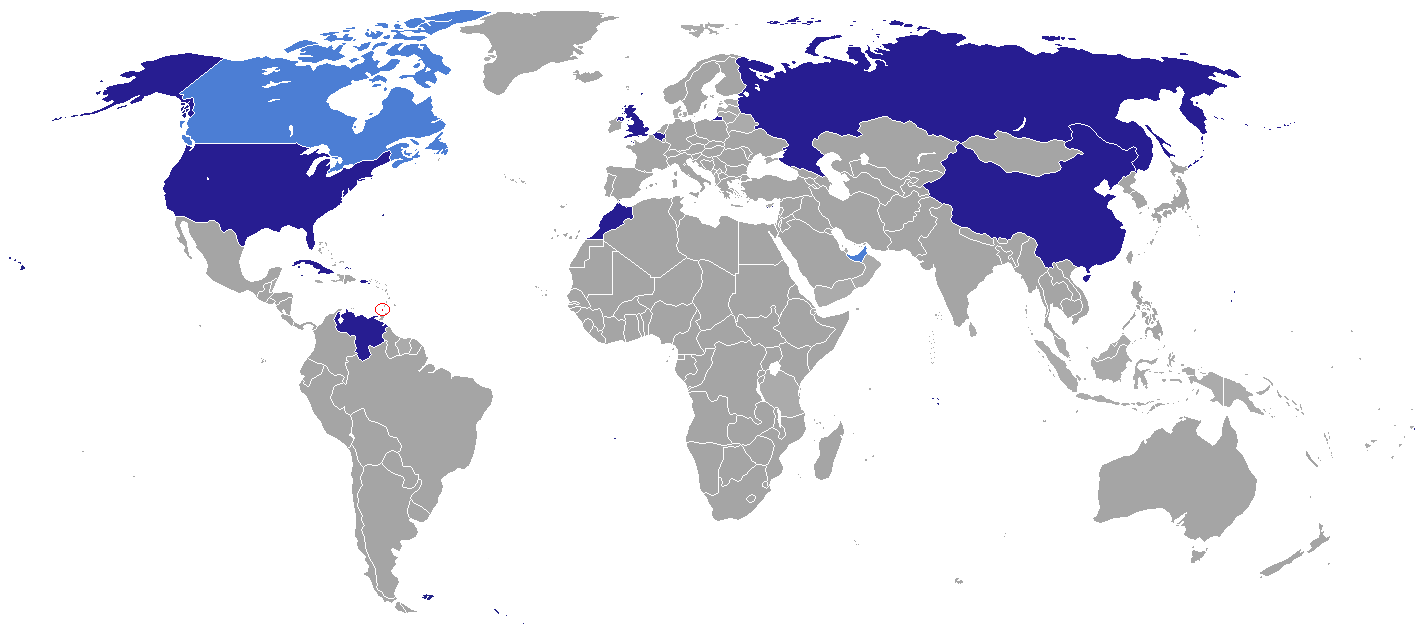
格林納達駐外機構分佈圖

本列表列出格林納達駐外機構

## 非洲
- 摩洛哥
  - 拉巴特（大使館）

## 美洲
- 加拿大
  - 多倫多（總領事館）
- 古巴
  - 哈瓦那（大使館）
- 美国
  - 華盛頓特區（大使館）
  - 邁阿密（總領事館）
  - 紐約（總領事館）
- 委內瑞拉
  - 加拉加斯（大使館）

## 亞洲
- 中华人民共和国
  - 北京（大使館）[1]
- 阿联酋
  - 杜拜（總領事館）

## 歐洲
- 比利时
  - 布魯塞爾（大使館）
- 俄羅斯
  - 莫斯科（大使館）
- 英国
  - 倫敦（高級專員公署）

## 國際組織
- 欧盟
  - 布魯塞爾（常駐代表團）
- 美洲国家组织
  - 華盛頓特區（常駐代表團）
- 联合国
  - 紐約（常駐代表團）
  - 日內瓦（常駐辦事處）